# Бурбос, Христос
Христос Бурбос (греч. Χρήστος Μπούρμπος; 1 июня 1983, Янина, Греция) — греческий футболист, защитник.

## Клубная карьера
Бурбос начал профессиональную карьеру в клубе ПАС Янина из своего родного города. Христос начинал на позиции нападающего, но затем перешёл в защиту. В 2002 году он помог клубу выйти в Суперлигу, но по итогам сезона команда вновь вылетела. В 2004 году Бурбос присоединился к столичному АЕКу. Сезон 2006/2007 он провёл в аренде в «Керкире». В 2008 году Христос перешёл в «Ираклис». 31 августа в матче против «Пансерраикоса» он дебютировал за новую команду. По окончании сезона Бурбос перешёл в ОФИ. 26 сентября в матче против «Калитеи» он дебютировал за основной состав. По итогам сезона Христос помог клубу выйти в элиту. 18 декабря 2011 года в матче против своего бывшего клуба «Керкиры» он дебютировал за команду на высшем уровне. 19 января 2012 года в поединке Кубка Греции против «Панетоликоса» Бурбос забил свой первый гол за ОФИ.
Летом 2014 года Христос на правах свободного агента перешёл в «Панатинаикос». 24 августа в матче против «Левадиакоса» он дебютировал за новую команду.
Летом 2016 года Бурбос присоединился к «Арису» из Салоников. 1 ноября в матче против «Анагенниси Кардица» он дебютировал за новую команду.